# Пирси, Мардж
Мардж Пирси (англ. Marge Piercy; род. 31 марта 1936[…], Детройт, Мичиган[…]) — американская писательница, поэтесса, феминистка и общественная активистка, произведения которой относят к классике феминистской литературы и феминистской научной фантастики в частности.

## Биография
Родилась 31 марта 1936 года в городе Детройт, Мичиган, США. Дочь Роберта Пирси (по национальности валлийца) и Берты Бернис Буннин Пирсе (еврейки русско-литовского происхождения). Своим становлением как поэтессы многим обязана матери, которая приучила её к наблюдательности. Бабушка Мардж воспитывала внучку в иудейской вере и рассказывала много семейных историй. Длительная болезненность в подростковом возрасте приучила Мардж к чтению. Она, в частности, любила читать сестер Бронте, Дороти Ли Сэйерс, Эрнеста Хемингуэя, Уолта Уитмена, Карла Маркса и Зигмунда Фрейда.
После окончания средней школы, получила стипендию на обучение в Мичиганском университете, выиграв премию «Гопвуд» за свои стихи. Получила степень магистра в Северо-Западном университете. К концу 1960-х уже дважды была замужем. В этот период жизни стала страстной поборницей гражданских прав и выступала против войны. Входила, в частности, в движения «Новых левых», включая «Студенты за демократическое общество», но, заметив, что мужчины там доминировали, переключилась на движения, которые отстаивали права женщин. В 1977 году стала участницей организации «Женский институт за свободу прессы».
Дебютировала как поэтесса в 1968 году, выпустив первый сборник стихов «Разбивая лагерь» (англ. Breaking Camp). Первый её роман увидел свет в 1969 году и имел название «Быстро идти на дно» (англ. Going Down Fast).
В 1982 году вступила в брак.

## Творчество
Мардж Пирси — автор более чем семнадцати сборников поэзии, среди которых «Луна — всегда женщина» (англ. The Moon is Always Female, 1980 года, считается классикой феминистской литературы) и «Искусство благословения дня» (англ. The Art of Blessing the Day, 1999 года).
Также она написала пятнадцать романов, одну пьесу «Последний белый класс» (англ. The Last White Class) в соавторстве с Ирой Вудом, сборник эссе «Пестрые кубики для стеганного одеяла» (англ. Parti-colored Blocks for a Quilt)), одну не художественную книгу и том мемуаров.
Романы и поэзия Пирсе сосредоточены на феминистической и социальной тематике. В 1993 году научно-фантастический роман «Стеклянное тело» (англ. Body of Glass, в США произведение известный как «Он, она, оно») принес писательнице Премию Артура Кларка.
События романов «Город тьмы» (англ. City of Darkness) и «Город света» (англ. City of Light) происходят во времена Великой французской революции, а в таких романах как «Люди лета» (англ. Summer People) и «Страстное желание женщин» (англ. Longings of Women) описываются события наших дней. Все её книги сосредоточены на жизни женщин.
Роман «Женщина на краю времени» (англ. Woman on the Edge of Time) сочетает рассказ о путешествии во времени с вопросами социальной справедливости, феминизма и отношение к людям с нарушениями психики. Произведение считается классикой феминистской литературы и жанра утопии и изображает мир с разрушенной окружающей средой, где доминируют мегаполисы с футуристической версии интернета. Пирси также использует элементы еврейского мистицизма и легенду о Големе, но ключевым элементом рассказа является попытки главной героини вернуть опеку над своим сыном.
Повествование в романах Пирси ведутся от имени многих персонажей. Часто писательница использует повествование от первого и третьего лица. В частности, в историческом романе о Второй мировой войне «Уйдя в солдаты» (англ. Gone To Soldiers) описывается жизнь девяти главных персонажей в США, Европе и Азии. Например, дневник французской девушки Жаклин Леви-Монот в романе ведется от первого лица, но после того, как она попадает в плен к нацистам, повествование начинает вестись от третьего лица.

### Романы
- Going Down Fast, 1969
- Dance The Eagle To Sleep, 1970
- Small Changes, 1973
- Woman on the Edge of Time, 1976
- The High Cost of Living, 1978
- Vida, 1980
- Braided Lives, 1982
- Fly Away Home, 1985
- Gone To Soldiers, 1988
- Summer People, 1989
- He, She And It (aka Body of Glass), 1991
- The Longings of Women, 1994
- City of Reckoning, City of Light, 1996
- Storm Tide, 1998 (с Ира Вудом)
- Three Women, 1999
- The Third Child, 2003
- Sex Wars, 2005

### Рассказы
- The Cost of Lunch, Etc., 2014

### Сборники поэзии
- Breaking Camp, 1968
- Hard Loving, 1969
- «Barbie Doll», 1973
- 4-Telling, 1971
- To Be of Use, 1973
- Living in the Open, 1976
- The Twelve-Spoked Wheel Flashing, 1978
- The Moon is Always Female, 1980
- Circles on the Water, Selected Poems, 1982
- Stone, Paper, Knife, 1983
- My mother’s Body, 1985
- Available Light, 1988
- Early Ripening: American women’s Poetry Now (ed.), 1988; 1993
- What are Big Girls Made Of, 1997
- Early Grrrl, 1999
- The Art of Blessing the Day: Poems With a Jewish Theme, 1999
- Colours Passing Through Us, 2003
- The Hunger Moon: New and Selected Poems, 1980—2010, 2012
- Made in Detroit, 2015